# 國風 (學術文化)
國風，民國大陸時期以國立中央大學教授為主構成的學術文化流派。
國風宗旨，一方面發揚中國固有之文化，一方面昌明世界最新之學術。“本史跡以導政術，基地守以策民瘼，格物致知，擇善固執，雖不囿於一家一派之成見，要以隆人格而升國格為主。”

## 歷史
民國二十一年（1932年），柳诒徵、繆鳳林、張其昀等人，以倡導發揚中華文化和昌明世界最新學術為任，在南京結為國風社，开辦《國風》學刊。“國風”一詞，源出《詩經》，國風學人以其寓意中國之風。
當時正值瀋陽九一八事變之後，國風學人於國難非常時期，投身公眾領域，提出了人文與科學並重的救亡主張，以盡到學術界“對於國家之應盡責任”。《國風》被視為《學衡》的繼續，在保持發揚中國文化之使命的基礎上，強化了抗敌保國的民族主義思想情感。《國風》和中國史學會（刊行《史學雜誌》）、中國科學社（刊行《科學》雜誌）亦存在密切聯繫。學術淵源上，國立中央大學（後在大陸改名南京大學，又在臺灣复校）與其前身國立東南大學（東南學派）、南京高師（南高學派，其中以南高史地學派為代表）一脈相承，並可一直上溯至南京歷史上前朝歷代的國學，其核心为南雍学人继承发扬中国学统的精神。在國家危難之際，國風學人主張，中國必須發揚固有文化，振興民族精神；開展獨立的科學研究，提高國力；注重加強國人的國家觀念，動員民眾，以鞏固國防。
國風學人雖懷有強烈的救國之心、強國之志，不過，與同一時期偏重政治學理及政治議題之《時代公論》所不同，《國風》純為文化學術刊物。
國風社社長由柳詒徵担任。
《國風》雜誌主持編輯為張其昀、繆鳳林、倪尚達，後來曾任編輯的還有景昌極、陳訓慈、王煥镳、向達、鄭鶴聲、周悫。
《國風》為半月刊，由鐘山書局發行，創刊於民國二十一年九月，終刊於民國二十五年十二月全面抗戰爆發前夕，共出版8卷85期，發表文章900餘篇。
《國風》的主要作者多為學衡派在南京的基本成員。在原《學衡》作者群的基礎上，人文社會學術領域新增的作者有章太炎、朱希祖、胡小石、任二北、範存忠、盧冀野、唐圭璋、錢鐘書、唐君毅、賀昌群、錢南揚、滕固、謝國楨、蕭一山、蕭公權、陳詒紱、李源澄、朱偰等人。此外，一批科學家為刊物撰稿，包括秉志、翁文灝、胡敦複、竺可楨、胡先驌、熊慶來、戴運軌、謝家榮、張江樹、嚴濟慈、錢昌祚、顧毓琇、淩純聲、盧于道等人。
《國風》上撰文較多的學者有張其昀（40篇）、柳詒徵（30篇）、景昌極（16篇）、繆鳳林（14篇）、張其春（14篇）、竺可楨（11篇）等人。

## 學術
國風學者的研究成果，不限於發表在《國風》雜誌。如中國科學社於民國26年出版的《科學的民族復興》，便是國風派學者所做的關於中華民族的科學研究，涉及歷史、地理、氣候、人種、生理、營養、健康等課題。
《科學的民族復興》（主編：竺可楨）
- 中華民族之史的觀察（盧於道）
- 中華民族之地理分佈（張其昀）
- 中華民族與氣候的關係（呂炯）
- 中華民族的特性及其與他民族的比較（孫本文）
- 中華民族之人種學的檢討（劉鹹）
- 中國人腦及智力（盧於道）
- 中華民族的血屬（李振翩）
- 中國人之營養（吳憲）
- 中華民族之健康（許世瑾）
- 中國人種之改良問題（盧於道）

## 歷史意義
民國以來，學衡、國風等學人繼承中國學統、發揚儒家文化、開展人文復興、倡導理性學術的活動，對於振興中國的民族精神和民族文化、發展科技、繁榮學術產生了重要影響。
張其昀：「國立中央大學可說是中國現代儒學復興運動一個策源地。在五四運動以後，對中國歷史文化持懷疑與抨擊態度者，滔滔皆是。當時南京的我校，則屹立而不為動搖，所謂「鐘山龍蟠，石頭虎踞」，真有砥柱中流的氣概。我校所宣導的新學術，雖深受西洋思想的影響，而不為所轉移，而益充實光輝。這種儒學復興運動，經過四十年的時間，由發軔而漸趨成熟，以期成為吾國學術的正宗，中國真正的文藝復興。我們常以此自勉，當為世人所共見。」

### 引用
1. ↑  从《学衡》到《国风》：现代中国批评史上的“东南学派” 段怀清 《浙江社會科學》 2007卷4期。
2. ↑  《从东南大学到中央大学——以国家、政党与社会为视角的考察（1919－1937）》，许小青 华中师范大学中国近代史研究所博士论文 2004年。
3. ↑  「國立中央大學的學風」 張其昀